# Rein-Raus-Verfahren
Das Rein-Raus-Verfahren beschreibt eine Haltungsform in der Viehhaltung. 

## Beschreibung
Dieses Verfahren wird vor allem in der Schweinehaltung bei der Ferkelerzeugung, Ferkelaufzucht und Mastschweinen, aber auch in anderen Bereichen der Schweinehaltung und bei anderen Tiergattungen betrieben, zum Beispiel bei der Kälberaufzucht, der Bullenmast und der Geflügelhaltung. 
Bei diesem System werden alle Tiere gleichzeitig in einen vorher gereinigten und desinfizierten Stall eingestallt und später auch gleichzeitig wieder ausgestallt. Hiernach kann der Stall wieder gereinigt und desinfiziert werden. Auf diese Weise wird verhindert, dass Keime und Bakterien von einer zur anderen Tiergruppe überleben und diese wieder infizieren. Man spricht von der Unterbrechung der Infektionskette. Gegebenenfalls müssen auch die Tiere gereinigt werden, was allerdings meist nur in der Sauenhaltung geschieht.